# یولیوس کمپ
یولیوس کمپ (ایسلندی: Júlíus Kemp؛ ‏ ۲ دسامبر ۱۹۶۷) کارگردان و تهیه‌کننده فیلم اهل ایسلند است.
از فیلم‌هایی که وی در آن‌ها نقش داشته‌است، می‌توان به طبقات تاریک و رؤیای ایسلندی اشاره نمود.